# Albúmina de suero bovino
La albúmina de suero bovino o ASB (más conocida por sus siglas en inglés, BSA), es una proteína extraída del suero bovino que es ampliamente usada en muchos procedimientos de bioquímica: Western blot, ELISA... También es usado como nutriente en cultivos celulares.
- Datos: Q2620381